# Ваудріхем
Ваудріхем (нід. Woudrichem) — місто в нідерландській провінції Північний Брабант. Входить до муніципалітету Алтена.
Його площа — 7,55 км², а населення станом на 2021 рік становило 4680 осіб.
До 2019 року мало статус окремого муніципалітету.

## Галерея

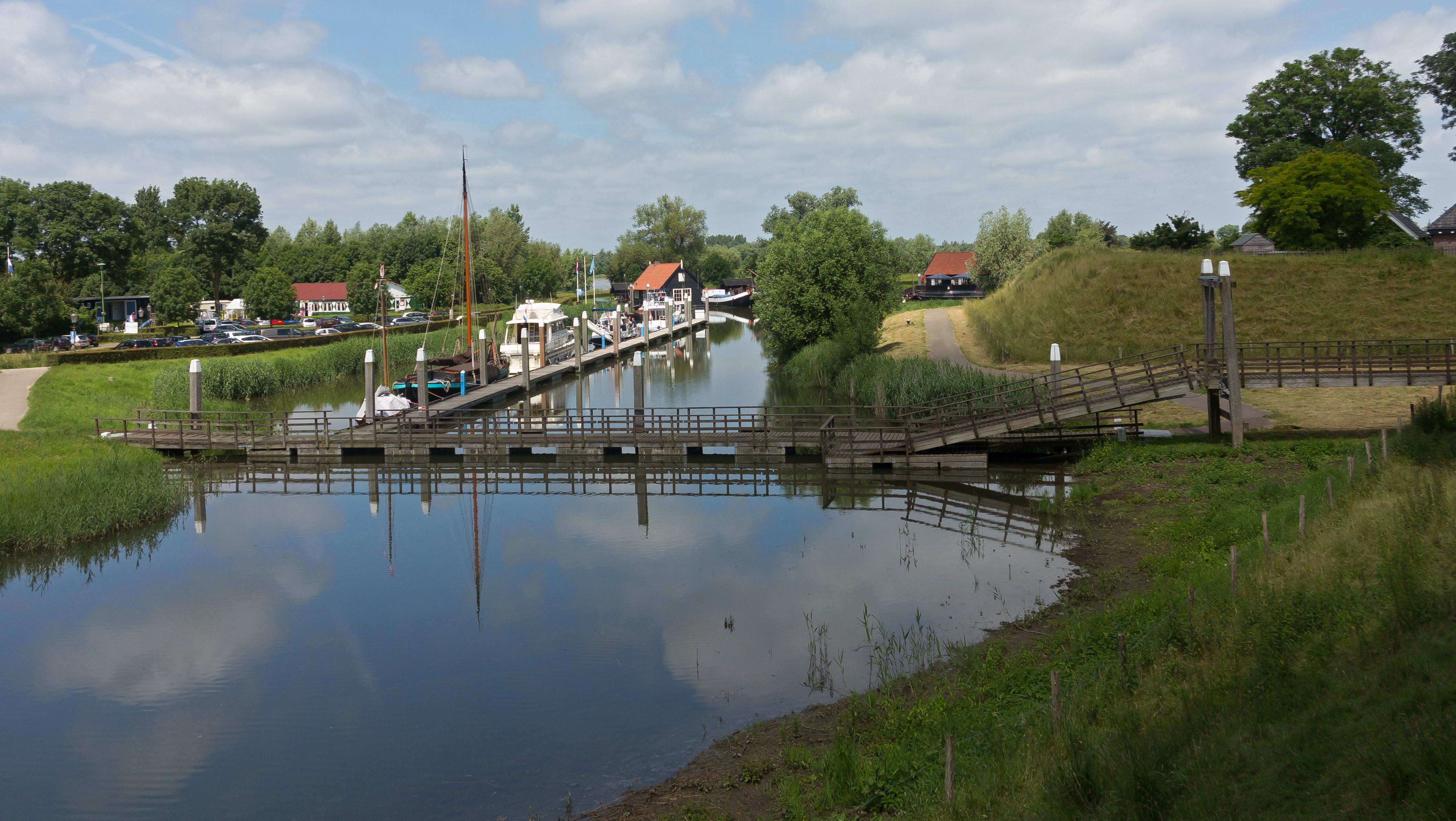
Історичний порт Ваудріхема
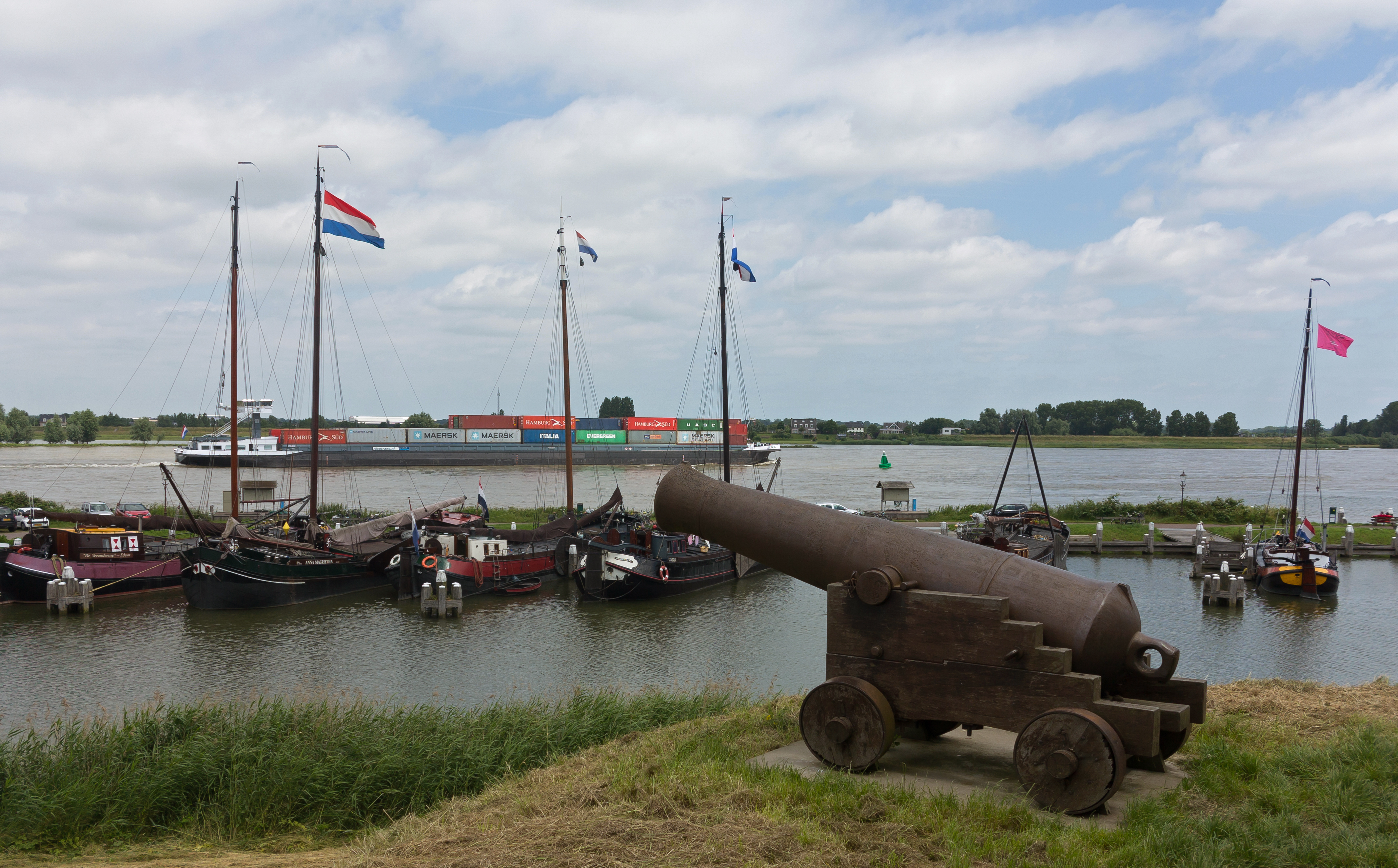
Історичний порт Ваудріхема
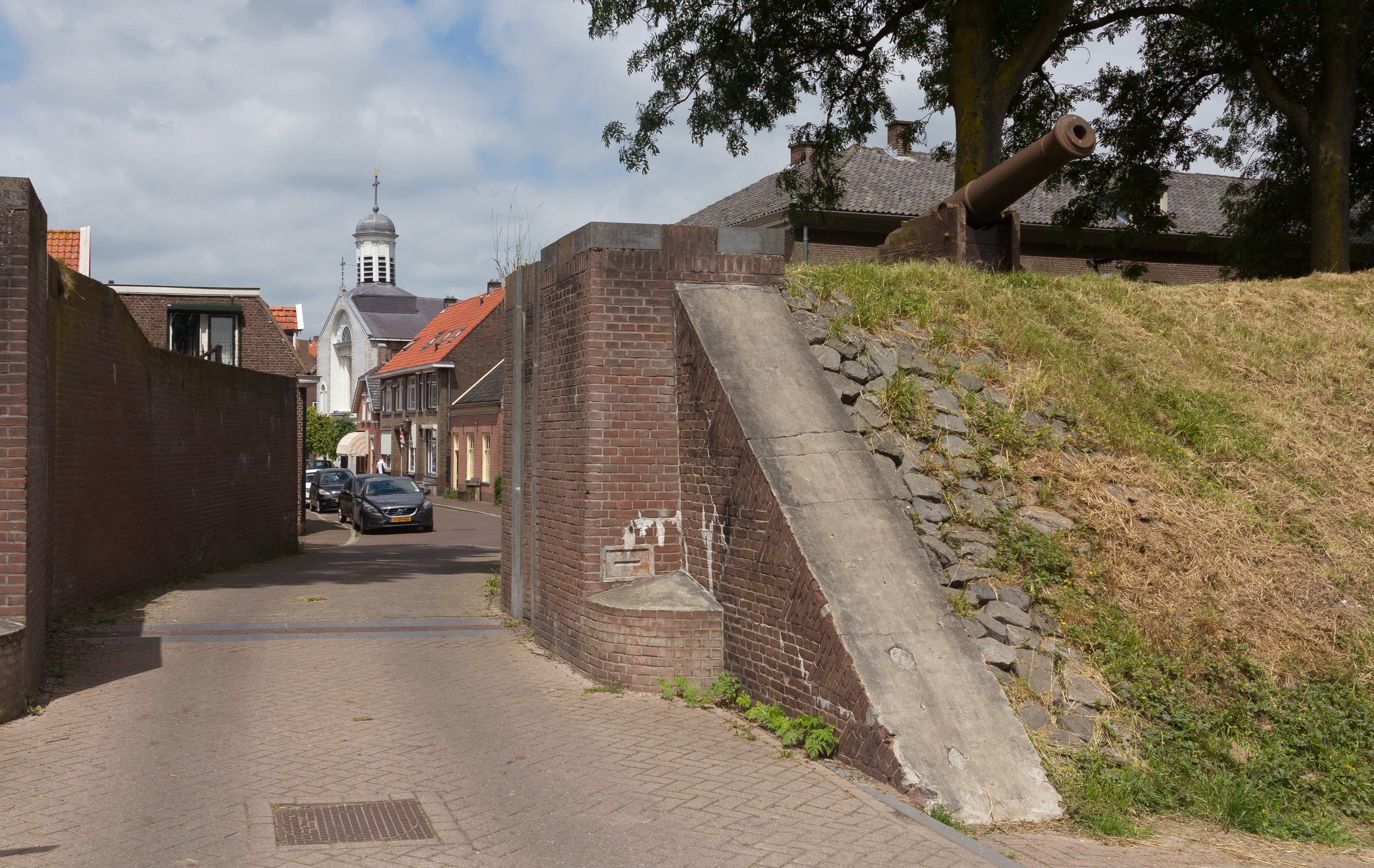
Сільська вулиця
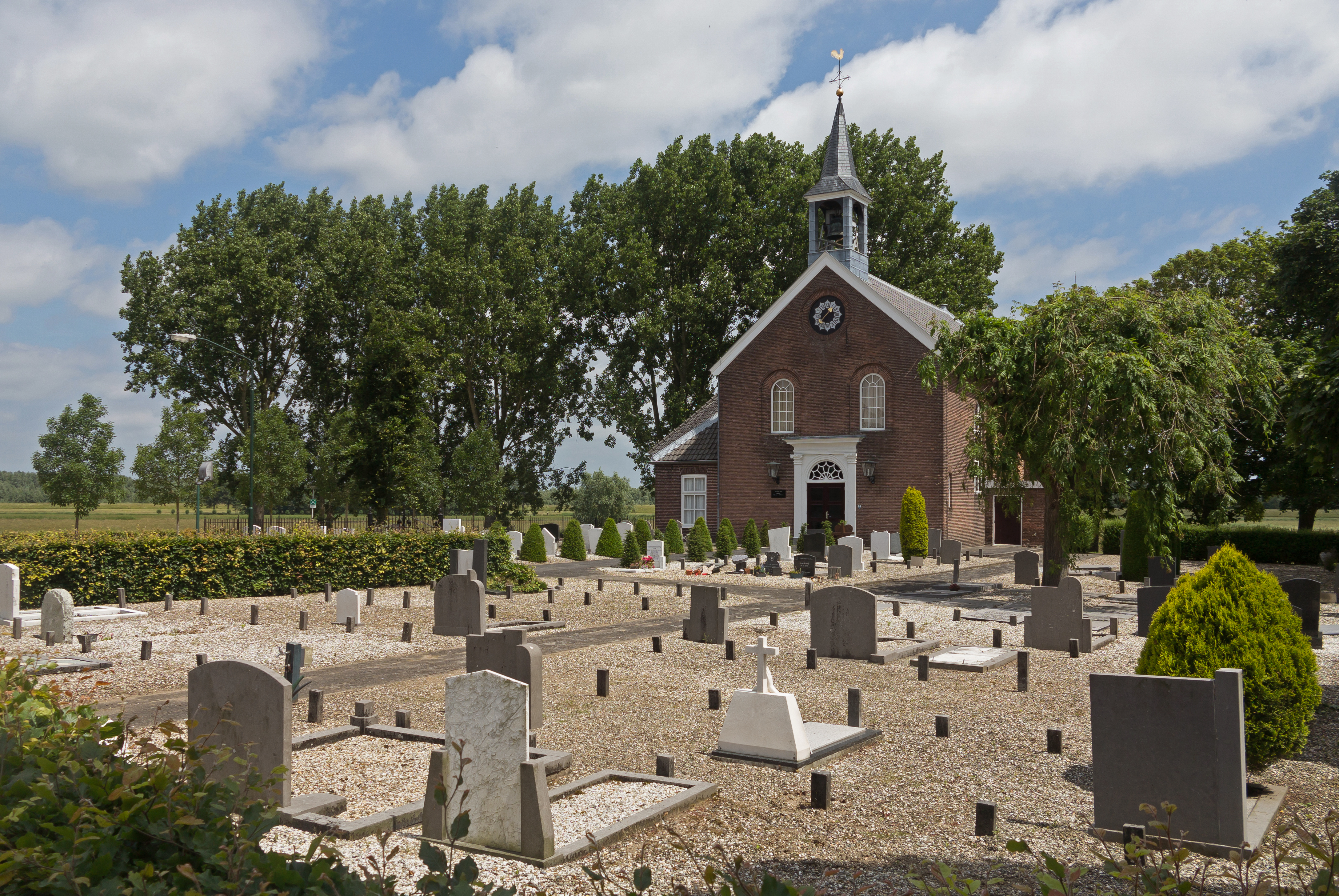
Реформістська церква